# Rhodochlora roseipalpis
Rhodochlora roseipalpis es una especie de polilla de la familia Geometridae. La especie fue descrita por primera vez por Louis Beethoven Prout habiendo sido descrita en 1875, con distribución en Venezuela.